# 徐开才
徐开才（1940年—），男，山东莱芜人，中国射箭运动员、教练员，运动健将，国家级教练员。

## 家庭
妻子李淑兰。